# Lübecker Senat 1885 und 1886

Flagge Lübecks 1890–1935

Der Senat der Freien und Hansestadt Lübeck als Kabinett in den Jahren 1885 und 1886. 

## Bürgermeister

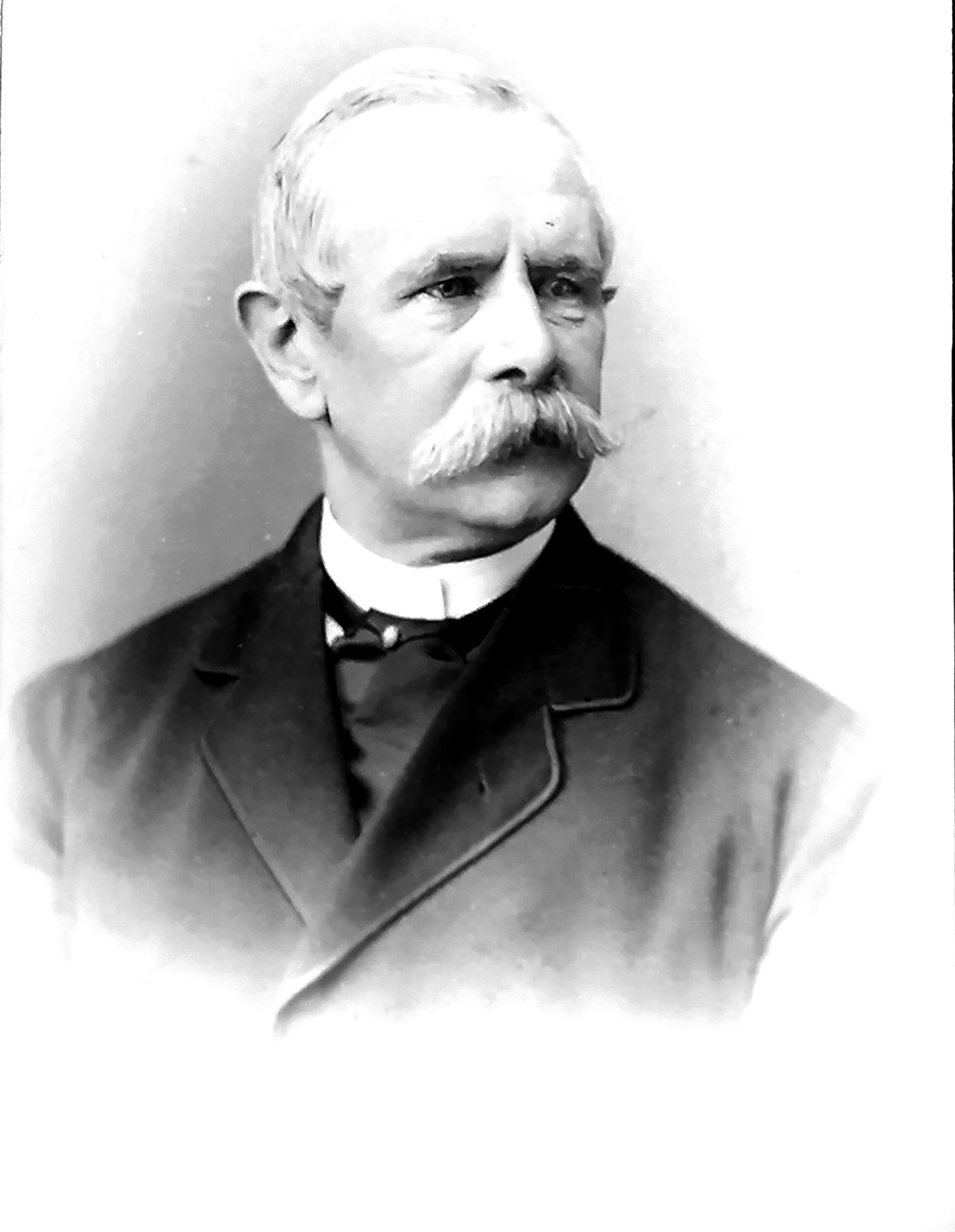
Arthur Gustav Kulenkamp

- Arthur Gustav Kulenkamp, Senator seit 1869

## Senatoren
- Theodor Curtius, seit 1846. Ruhestand am 30. September 1885.
- Heinrich Theodor Behn, seit 1858
- Georg Friedrich Harms, seit 1866
- Wilhelm Brehmer, seit 1870
- Carl Heinrich Sievers, seit 1871
- Franz Eduard Hermann Rittscher, seit 1873
- Thomas Johann Heinrich Mann, seit 1877
- Johannes Fehling, seit 1878
- Heinrich Klug, seit 1879
- Heinrich Alphons Plessing, seit 1879
- Karl Peter Klügmann, seit 1880
- Emil Wolpmann, seit 1883
- Johann Hermann Eschenburg, seit 1884
- Johann Georg Eschenburg, seit 1885